# Глазодвигательная апраксия
Глазодвигательнная апраксия (англ. Oculomotor apraxia, ОМА), известная также как глазодвигательная апраксия Когана (англ. Cogan ocular motor apraxia) или отказ саккадической иннициации (англ. saccadic initiation failure, SIF) — отсутствие или недостаток управляемого, волевого и целенаправленного движения глаз. Её впервые описал в 1952 году американский офтальмолог Дэвид Гленденнинг Коган (англ. David Glendenning Cogan). Люди с этим заболеванием имеют трудности перемещения глаза по горизонтали и быстрого их перемещения. Основная трудность заключается в иннициации саккады, но есть также нарушение типа срыва вестибулоокулярного рефлекса. Пациенты должны повернуть голову, чтобы компенсировать отсутствие начала движения глаз для того, чтобы следить за объектом или увидеть объекты своим периферийным зрением, часто на угол, превышающий направление на цель.

## Симптомы
- Отсутствие быстрой фазы нистагма при горизонтальном оптокинетическом тестировании
- Проблемы в нервной функции в области контроля над движением глаз, называемыми нейропатией
- Неспособность следовать за визуальными объектами
- Необходимость перемещения головы для компенсации невозможности достижения волевого горизонтального взгляда[2][3].

## Причины
ОМА — неврологическое состояние. Хотя некоторые исследования изображений мозга людей с OMA определили его как нормальный, другие исследования показали необычный внешний вид на МРТ некоторых областей мозга, в частности мозолистого тела, мозжечка, и/или четвертого желудочка. Глазодвигательная апраксия может быть приобретенной или врожденной. Иногда причина не находится, в этом случае апраксия считается идиопатической.
Человек может родиться с не функционирующими частями мозга, управляющими движением глаз, или же плохое управление движением глаз может проявиться в детстве. Если какая-либо часть мозга, которая контролирует движение глаз повреждена, то может развиться OMA. Одной из возможных причин является бифронтальное кровоизлияние. В этом случае, ОМА связана с двусторонними поражениями лобных полей глаз (FEF), расположенных в хвостовой средней лобной извилине. FEF управляет волевыми движениями глаз, в том числе саккадами, плавным слежением и вергенцией. OMA также может быть связана с двусторонними кровоизлияниями в теменных областях глаз (PEF). PEF окружает задний медиальный сегмент, находящийся в теменной доле борозды головного мозга. Они играют важную роль в рефлексивных саккадах и в отправлении информации в FEF. Так FEF и PEF имеют взаимодополняющие роли в волевой и рефлексивной генерации саккад, соответственно и они получают входные сигналы из различных областей мозга, только двусторонние поражения в FEF и PEF одновременно сможет привести к постоянной OMA. Пациенты с любым повреждением типа двусторонней FEF или двусторонней PEF (но не обоих сразу), как было выявлено, способны восстановить по крайней мере некоторые волевые саккадические инициации спустя некоторое время после кровоизлияний. Другие причины OMA включают в себя опухоли головного мозга и сердечно-сосудистые проблемы.

## Атаксия с глазодвигательной апраксией
Была определена подгруппа генетически рецессивных атаксий, связанных с OMA, с началом в течение детства. Это атаксия с глазодвигательной апраксией типа 1 (AOA1), атаксия с глазодвигательной апраксией 2 (AOA2), и атаксия телеангиэктазия. Это аутосомно-рецессивные расстройства и расстройство связанных генных продуктов, участвующих в репарации ДНК. Как горизонтальные, так и вертикальные движения глаз страдают от этих расстройств. Хотя люди с любым типом могут иметь некоторые умеренные когнитивные проблемы, такие как трудности с концентрацией внимания или выполнения многоэтапной деятельности, это на интеллектуальные функции, как правило, не влияет.

### Тип 1
Тип 1 (AOA1), как правило, имеет начало симптомов во время детства. Это аутосомно-рецессивная мозжечковая атаксия (АРКА), связанная с гипоальбуминемией и гиперхолестеринемией. Были определены мутации в гене APTX который кодирует апратаксин, ответственный за AOA1. Иногда присутствуют повышенные уровни креатинкиназы, в дополнение к сенсомоторной нейропатии аксонов, как выявлено в исследованиях скорости нервной проводимости. Кроме того, исследования МРТ показали, мозжечковую атрофию, атрофию мякоти мозгового ствола, а в запущенных случаях — атрофию коры.

### Тип 2
Атаксия с глазодвигательной апраксией типа 2 (AOA2) имеет начало в подростковом возрасте. Она характеризуется мозжечковой атрофией и периферической нейропатией. Страдающие типом 2 имеют избыток другого белка, называемого альфа-фетопротеином (AFP), а также могут иметь избыток белка креатинфосфокиназы (CPK). Причиной болезни являются мутации в гене SETX. AOA2 демонстрирует мозжечковую атрофию, потерю клеток Пуркинье и демиелинизацию. В частности, при AOA2 есть провал церебрально-мозжечковй цепи, что, как было выявлено, ответственно за слабую координацию сложных когнитивных функций, таких как рабочая память, исполнительные функции, речь и последовательность обучения. Хотя нет никаких признаков умственной отсталости или тяжелой деменции, даже после продолжительной болезни, продолжительные исследования на семьях с подозрением на AOA2 показали умеренное познавательное ухудшение, которое индексируется мини-психическим государственным экзаменом (MMSE) и рейтинговой шкале Маттиса Деменция (англ. Mattis Dementia Rating Scale). Эти нарушения, как представляется, в основном из-за дефицита инициации и концептуальных подтестов.

## Атаксия телеангиэктазия
Телангэктазия — расширение кровеносных сосудов, которое может развиться на любом участке кожи, слизистых оболочках, белках глаз и даже в головном мозге. Телангектазии связаны с несколькими системными признаками, наиболее серьезным из которых необычная чувствительность к ионизирующей радиации, избыточное повреждение хромосом и дефицит в иммунной системе. Атаксия телеангиэктазия результат дефектов в мутантном гене атаксии телеангиэктазии, которые могут привести к аномальной клеточной смерти в различных местах тела, в том числе областях мозга, связанных с координацией движения глаз. Пациенты с атаксией телеангиэктазией имеют задержки вертикальных и горизонтальных саккад и гипометрические саккады, и, хотя не все, но некоторые пациенты, демонстрируют передмещение головы.

## Связанные проблемы развития
Даже если OMA не всегда связана с вопросами развития, дети с этим заболеванием часто имеют гипотонию, снижение мышечного тонуса, и демонстрируют задержки развития. Некоторые общие задержки наблюдаются в речи, чтения и моторном развитии.